# Freatomagmatická erupce

Freatomagmatická erupce filipínské sopky Taal, 1. července 2021.

Freatomagmatická erupce je zvláštní druh sopečné erupce, během které se dostává vystupující magma či láva do kontaktu s podzemní vodou či s povrchovou vodou (ať už srážkovou, sladkovodní, či mořskou), což způsobuje vznik extrémně explozivních erupcí. Tyto erupce se většinou odehrávají pod povrchem, kde dochází jak k fragmentaci vystupujícího magmatu, tak i okolních hornin. V závislosti na množství dostupné vody, respektive na síle exploze, může vzniknout buď zvláštní sopečný kráter bez výrazného lemu sopečných hornin, tzv. maar, mělký sopečný kráter lemovaný vyvrženými sopečnými horninami, tzv. tufový prstenec, a nebo nízký kužel, tzv. tufový kužel.
Tento druh sopečné erupce je zpravidla doprovázen mračnem tvořeným jemnozrnným sopečným materiálem, který může být ukládán jak do blízkosti místa erupce, tak i odnášen atmosférickým prouděním od místa svého vzniku. Vyvržený materiál je tvořen jak kousku utuhlého magmatu, tak i úlomky hornin nacházejících se v okolí sopečné erupce. Vyvržený materiál je většinou ukládán do řady vrstev (může jich být až několik tisíc), které se od sebe mohou lišit barvou, či velikostí zrn. Vznik vrstev je zapříčiněn tím, že freatomagmatické erupce zpravidla probíhají v sérii po sobě rychle jdoucích explozí.
Společně s freatickými erupcemi, kde ovšem nedochází k přímému kontaktu s magmatem, řadíme freatomagmatické erupce do tzv. hydrovulkanických erupcí.

## Styl erupce
Magma či láva při kontaktu s vodou způsobují její rapidní ohřívání, což může vést ke vzniku páry nebo dvoufázové směsi vody a páry. Expandující pára způsobuje trhání magmatu a okolních hornin na drobné částice, které jsou následně vyvrhovány do okolí erupce.

## Galerie

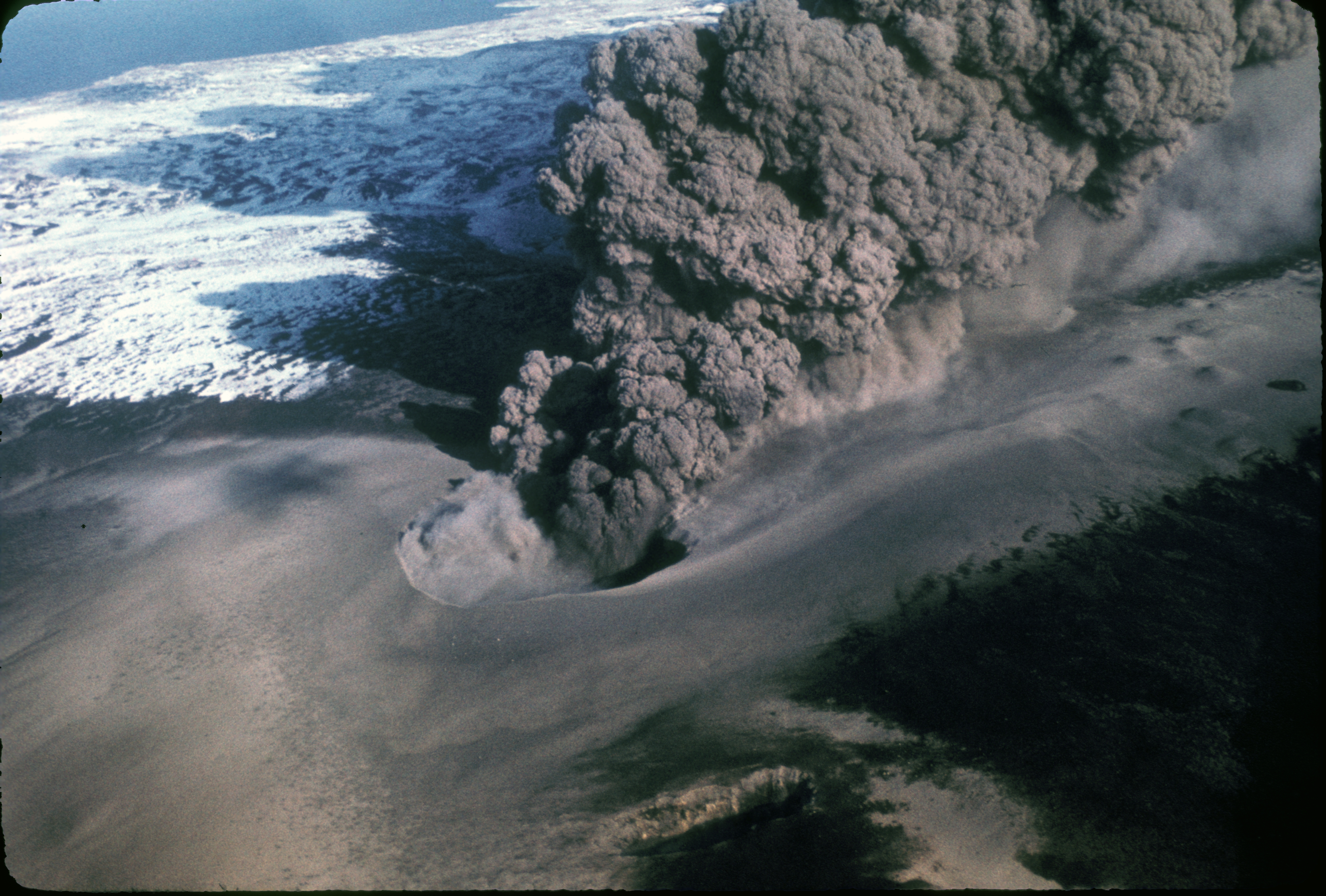
Průběh freatomagmatické erupce během vzniku maaru Ukinrek na Aljašce v roce 1977
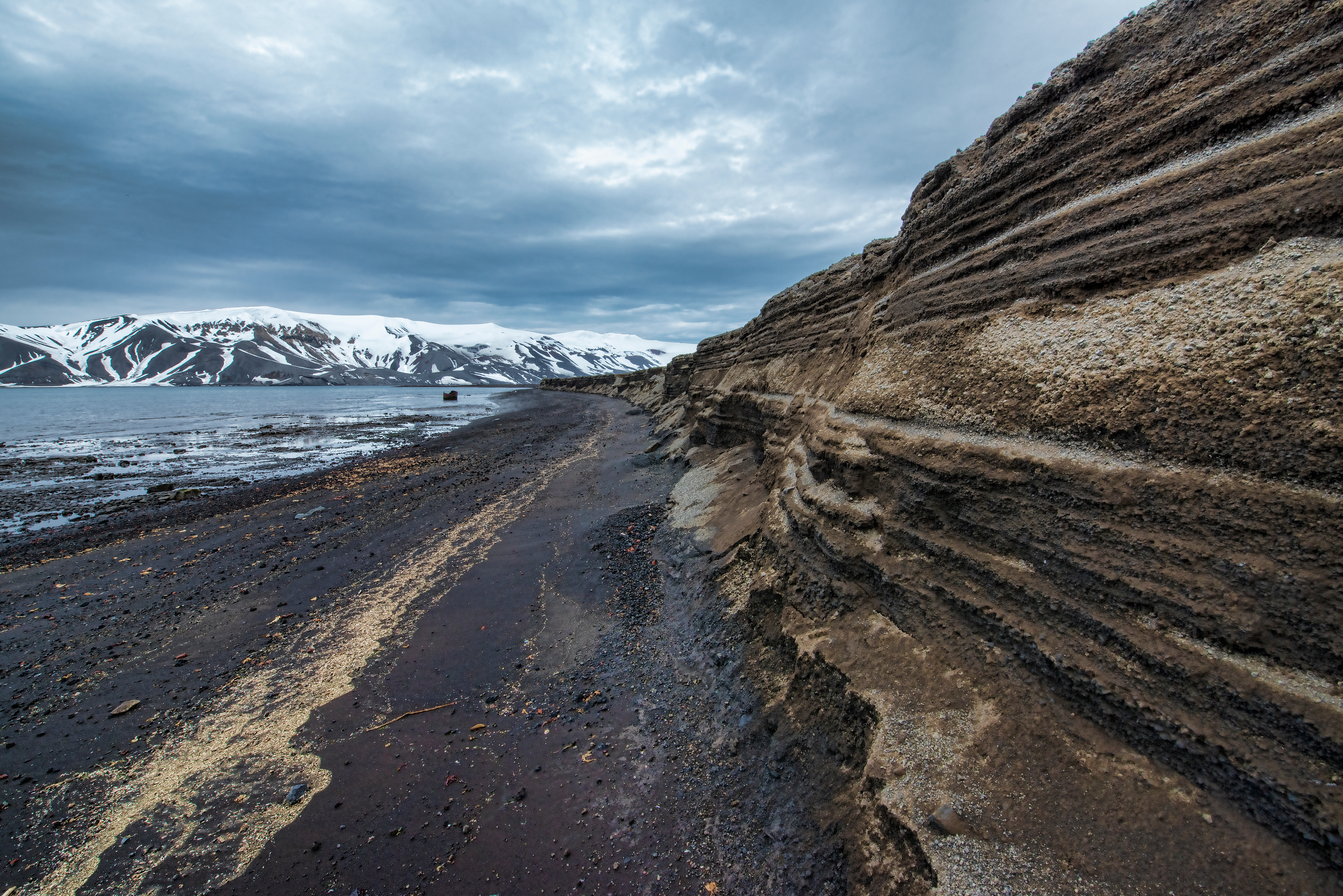
Uloženiny sopečné tefry vzniklé během freatomagmatické erupce